# Kivalo
Kivalo est un petit village à 12 km de vol d'oiseau au nord ouest de Morondava, soit à 50 km de route, en plein ouest de Madagascar et regroupant trois petits villages : Ambato/mer, Ampatiky et Kivalo centre.  

## Délimitation administrative
Le fokontany Kivalo est dans la commune de Marofandilia, District de Morondava et dans la région Menabe.
Entre autres, il est délimité au nord par le fokontany Bush, au Sud par le fokontany Kimony avaratra, à l’est par le fokontany Mangily et à l’ouest par le Canal de Mozambique.

## Population
En 2016, le fokontany compte 1165 habitants, dont 55  % à Ambato/mer, 20 % à Ampatiky et 25 % Kivalo centre. La population est jeune avec plus de 75 % se trouve dans la tranche d’âge 15 - 40ans.
Ils sont majoritairement issus de l’ethnie Sakalava, qui domine la partie ouest de Madagascar. Vient ensuite l’ethnie vezo et l’ethnie antaimoro. 

## Économie
L’activité principale locale est la pêche (62 %), suivi de loin par le commerce (14 %) et l’artisanat 3%. Initié par le WWF et l’AGAMO (Association des Guides Agrées de Morondava), l’activité touristique se présente comme une nouvelle source de revenu, à l’instar de l’apiculture et de l’élevage de canards.  Les produits de pêche sont essentiellement destinés à la vente : poissons et crabes, outre la consommation locale.
Agriculture, 74 % des terres cultivées est occupés par le riz, 22,2 % manioc, et le reste canne à  sucre et maïs. 
L’élevage est pratiquement extensif, dont 79 % à l’élevage de volaille, 13 % à l’élevage de zébu et le reste à l’élevage de chèvre.

## Santé
Aucune infrastructure médicale n’est implantée dans le fokontany. En revanche, des agents communautaires de santé ont été formés pour venir à l’aide de la communauté locale.
Le paludisme et la diarrhée demeurent les maladies courantes. 

## Éducation
Le fokontany Kivalo a trois EPP (École Primaire Public), repartis dans les trois villages.

## Sécurité
Aucun représentant des forces publiques n’est présent sur le lieu. Par contre chaque village engage des JAMA (Jeunes Actifs Contre les Malfaiteurs) pour les protéger des Dahalo. 

## Conservation et protection de l’environnement
WWF collabore avec la COBA (Communauté de Base) : « agnala maintso tsy gny agn’olo » dans la protection et conservation des ressources naturelles locales, notamment l’écosystème mangrove et les ressources halieutiques. 
Depuis 2016, le WWF et l'AGAMO ont créé sur Kivalo un site écotouristique  et tourisme communautaire, le site Kivalo soa honko dans l'optique de conservation et de valorisation des richesses naturelles sur place.